# Caddo (Oklahoma)
Caddo é uma cidade  localizada no estado norte-americano de Oklahoma, no Condado de Bryan.

## Demografia
Segundo o censo norte-americano de 2000, a sua população era de 944 habitantes. 
Em 2006, foi estimada uma população de 977, um aumento de 33 (3.5%).

## Geografia
De acordo com o United States Census Bureau tem uma área de 
5,4 km², dos quais 5,4 km² cobertos por terra e 0,0 km² cobertos por água.

## Localidades na vizinhança
O diagrama seguinte representa as localidades num raio de 20 km ao redor de Caddo. 